# 布赖恩·埃文斯
布赖恩·基思·埃文斯（英語：Brian Keith Evans，1973年9月13日—），美国NBA联盟职业篮球运动员。他在1996年的NBA选秀中第1轮第27顺位被奥兰多魔术选中。